# Список министров внутренних дел по Чувашской Республике
Список руководителей исполнительных органов внутренних дел и государственной безопасности по Чувашской Республике содержит:
- названия органов исполнительной власти, курировавших реализацию государственной политики в сфере внутренних дел в Чувашии,
- имена людей, возглавлявших эти органы власти,
- названия занимаемой ими должности в РСФСР (до 1924), СССР (1924—1991) и современной Российской Федерации (с 1992),
- годы руководства.

## Чувашская автономная область

### Чувашская областная милиция
6 июля 1920 года Постановлением правительства Чувашской автономной области объявлено о создании Чувашской областной милиции.
- Волков, Тимофей Илларионович (20 июля 1920 — 29 августа 1921)
- Морозов, Иван Якимович (29 августа 1921 — ноябрь 1922)
- 1922 — 1925 — должность вакантна

## Чувашская АССР

### Народный комиссариат внутренних дел Чувашской АССР
- Морозов, Иван Якимович (4 июля 1925 — август 1926)
- Лбов, Александр Петрович (август 1926 — январь 1927)
- Андреев, Анисим Андреевич (1927 — ноябрь 1928)

### Чувашский областной отделГПУ
Наименование должности — начальник.
- Марсельский, Георгий Семёнович (21 апрель 1925 — 9 марта 1929)
- Биксон, Иван Михайлович (1930 — 1931)
- Марсельский, Георгий Семёнович (8 марта 1931 — 2 октября 1932)
- Дорофеев, Иван Андрианович (2 октября 1932 — 2 декабря 1933)
- Суворовский, Павел Кириллович (Никаноров) (2 декабря 1933 — 10 июля 1934)

### Управление Народного комиссариата внутренних дел по Чувашской АССР
Наименование должности — начальник
- Суворовский, Павел Кириллович  (Никаноров) (15 июля 1934 — 16 февраля 1937)

### Народный комиссариат внутренних дел Чувашской АССР
- Розанов, Алексей Михайлович (16 февраля 1937 — 10 июля 1938)
- Конякин, Павел Иванович (10 июля 1938 — январь 1939)
- Катков, Иван Дмитриевич (5 марта 1939 — 24 сентября 1940)
- Белолипецкий, Степан Ефимович (24 сентября 1940 — 26 февраля 1941)
- Барсков, Николай Иванович (26 февраля 1941 — 31 июля 1941)
- Белолипецкий, Степан Ефимович (с 31 июля 1941)

### Министерство внутренних дел Чувашской АССР
- Белолипецкий, Степан Ефимович (до 14 февраля 1948)
- Захаров, Николай Степанович (14 февраля 1948 — 16 октября 1951)
- Вакарев, Николай Дмитриевич (5 ноября 1951 — 8 декабря 1954)
- Бучнев, Георгий Петрович (декабрь 1954 — июнь 1957)
- Архипов, Всеволод Архипович (1957 — 1965)

### Министерство охраны общественного порядка Чувашской АССР
- Архипов, Всеволод Архипович (1957 — 1965)
- Козин, Николай Фёдорович (май 1965 — октябрь 1972)

### Министерство внутренних дел Чувашской АССР
- Ефимов, Виктор Фёдорович  (октябрь 1972 — январь 1979)
- Игнатов, Василий Петрович (январь 1979 — ноябрь 1984)
- Салмин, Евгений Кузьмич (декабрь 1984 — сентябрь, или ноябрь 1987)
- Назаров, Юрий Петрович (сентябрь, или ноябрь 1987 — январь 1990)
- Киселёв, Михаил Фёдорович (1990 — июль 1995)

## Чувашская Республика
- Киселёв, Михаил Фёдорович (министр) (1990 — июль 1995)
- Долгачёв, Петр Михайлович
- Антонов, Вадим Валентинович (август 1997 — 14 апреля 2011)
- Семёнов, Сергей Евстафиевич (6 мая 2011 — ноябрь 2015)
- Неяскин, Сергей Дмитриевич (апрель 2016 — 3 июля 2019)
- Смирнов, Александр Александрович (и. о. июль—сентябрь 2019)
- Шметков, Виктор Анатольевич (c 7 сентября 2019)